# Santibáñez de Valdeiglesias
Santibáñez de Valdeiglesias ist ein kleiner Ort am Jakobsweg in der Provinz León der Autonomen Gemeinschaft Kastilien-León. Er gehört administrativ zu Villares de Órbigo.
Die Pfarrkirche Santísima Trinidad beherbergte früher zwei schöne Figuren des heiligen Rochus (Schutzpatron der Pestkranken) und des Apostels Jakob als Matamoros (Maurentöter). Die Figur des hl. Rochus kann man heute im Museum der Wege (Museo de los Caminos) in Astorga besichtigen.
Haupterwerb des Dorfes ist die Landwirtschaft. Neben Getreide im Trockenanbau wird Obst und Gemüse auf bewässerten Flächen angebaut, im kleineren Umfang existiert Viehwirtschaft.